# Campeonato de Béisbol Mayor de Panamá de 2022
El LXXIX Campeonato Nacional de Béisbol Mayor (por motivo de patrocinio Copa Pandeportes 2022 Tómas Simití) es la temporada 2022 del Béisbol Mayor en Panamá. Inició el 20 de mayo de 2022, con el encuentro entre Chiriquí vs. Coclé, que terminó 11-1 a favor de Coclé en el Remón Cantera de Aguadulce.

## Equipos participantes
Participaron un total once (11) equipos, llamadas ligas provinciales inscritas en Fedebeis.
Los equipos oficialmente inscritos fueron: 
| Bocas del Toro | Los Santos              |
| Coclé          | Panamá Metro            |
| Colón          | Veraguas                |
| Chiriquí       | Panamá Oeste            |
| Darién         | Chiriquí Occidente      |
| Herrera        | Preselección sub-18 (*) |

- Panamá Este anunció que no participará del Campeonato Mayor 2022 por falta de patrocinadores y será reemplazado por la preselección sub-18.

## Serie Regular
16 juegos por cada equipo.

8 equipos avanzan.
| Serie Regular  | JJ | JG | JP | DIF  | PROM  | Nota        |
| -------------- | -- | -- | -- | ---- | ----- | ----------- |
| Coclé          | 16 | 13 | 3  | -    | 0.813 | CLASIFICADO |
| Panamá Metro   | 16 | 12 | 4  | 1.0  | 0.750 | CLASIFICADO |
| Colón          | 16 | 12 | 4  | 1.0  | 0.750 | CLASIFICADO |
| Bocas del Toro | 16 | 11 | 5  | 2.0  | 0.688 | CLASIFICADO |
| Chiriquí       | 16 | 11 | 5  | 2.0  | 0.688 | CLASIFICADO |
| Herrera        | 16 | 10 | 6  | 3.0  | 0.625 | CLASIFICADO |
| Ch. Occidente  | 16 | 7  | 9  | 6.0  | 0.438 | CLASIFICADO |
| Los Santos     | 16 | 7  | 9  | 6.0  | 0.438 | CLASIFICADO |
| Veraguas       | 16 | 6  | 10 | 7.0  | 0.375 | ELIMINADO   |
| Darién         | 16 | 5  | 11 | 8.0  | 0.313 | ELIMINADO   |
| Pre Sub-18     | 16 | 1  | 15 | 12.0 | 0.067 | ELIMINADO   |
| Panamá Oeste   | 16 | 1  | 15 | 12.0 | 0.063 | ELIMINADO   |

## Fase final
Serie de 8: mejor de 7; empiezan 9/6 

Semifinal: mejor de 7; empiezan 19/6 

Final: mejor de 7; empiezan /6
|  | Serie de 8 | Serie de 8         | Serie de 8 |              |   | Serie Semifinal | Serie Semifinal | Serie Semifinal |  |   | Serie Final | Serie Final | Serie Final |  |
|  |            |                    |            |              |   |                 |                 |                 |  |   |             |             |             |  |
|  |            |                    |            |              |   |                 |                 |                 |  |   |             |             |             |  |
|  | 1          | Coclé              | 4          |              |   |                 |                 |                 |  |   |             |             |             |  |
|  | 1          | Coclé              | 4          |              |   |                 |                 |                 |  |   |             |             |             |  |
|  | 8          | Los Santos         | 1          |              |   |                 |                 |                 |  |   |             |             |             |  |
|  | 8          | Los Santos         | 1          |              | 1 | Coclé           | 1               |                 |  |   |             |             |             |  |
|  |            |                    |            |              | 1 | Coclé           | 1               |                 |  |   |             |             |             |  |
|  |            |                    | 5          | Chiriquí     | 4 |                 |                 |                 |  |   |             |             |             |  |
|  | 4          | Bocas del Toro     | 5          | Chiriquí     | 4 | 1               |                 |                 |  |   |             |             |             |  |
|  | 4          | Bocas del Toro     |            |              |   |                 |                 |                 |  |   |             |             |             |  |
|  | 5          | Chiriquí           | 4          |              |   |                 |                 |                 |  |   |             |             |             |  |
|  | 5          | Chiriquí           | 4          |              |   |                 |                 |                 |  | 5 | Chiriquí    | 0           |             |  |
|  |            |                    |            |              |   |                 |                 |                 |  | 5 | Chiriquí    | 0           |             |  |
|  |            |                    | 2          | Panamá Metro | 4 |                 |                 |                 |  |   |             |             |             |  |
|  | 2          | Panamá Metro       | 2          | Panamá Metro | 4 | 4               |                 |                 |  |   |             |             |             |  |
|  | 2          | Panamá Metro       |            |              |   |                 |                 |                 |  |   |             |             |             |  |
|  | 7          | Chiriquí Occidente | 2          |              |   |                 |                 |                 |  |   |             |             |             |  |
|  | 7          | Chiriquí Occidente | 2          |              | 2 | Panamá Metro    | 4               |                 |  |   |             |             |             |  |
|  |            |                    |            |              | 2 | Panamá Metro    | 4               |                 |  |   |             |             |             |  |
|  |            |                    | 3          | Colón        | 0 |                 |                 |                 |  |   |             |             |             |  |
|  | 3          | Colón              | 3          | Colón        | 0 | 4               |                 |                 |  |   |             |             |             |  |
|  | 3          | Colón              |            |              |   |                 |                 |                 |  |   |             |             |             |  |
|  | 6          | Herrera            | 3          |              |   |                 |                 |                 |  |   |             |             |             |  |
|  | 6          | Herrera            | 3          |              |   |                 |                 |                 |  |   |             |             |             |  |
|  |            |                    |            |              |   |                 |                 |                 |  |   |             |             |             |  |

## Campeón Mayor 2022
Panamá Metro

Campeón

26 Título